# Goduine Koyalipou
 (septembre 2021).
Goduine Koyalipou, né le 15 février 2000 à Bangui, est un footballeur international centrafricain qui évolue au poste d'attaquant au Levante UD en prêt du RC Lens.

## Biographie

### En club

#### Débuts aux Chamois niortais
Goduine Koyalipou fait ses débuts professionnels avec le Chamois niortais FC en Ligue 2 le 8 décembre 2017 à seulement 17 ans.

#### Prêt à l'US Avranches
En janvier 2023, le FC Lausanne le prête à l'US Avranches (National) jusqu'à la fin de la saison.

#### Départ en Belgique
Il rejoint la Belgique en juillet 2023, s'engageant en faveur du SK Beveren, évoluant en deuxième division belge. En Challenger Pro League, il trouve le chemin des filets à 16 reprises en 30 apparitions, dont 26 titularisations. Malgré sa performance individuelle, son équipe termine 8e et ne participe pas aux play-offs.

#### Découverte de la Bulgarie
Pour la saison 2024-2025, il pose ses valises en Bulgarie où il trouve rapidement ses aises avec le CKSA Sofia. Après 19 journées de championnat, il compte 14 buts en 16 apparitions, dont 14 titularisations. Il enchaîne notamment 8 rencontres où il marque lors de chacune d'entre elles.

#### Retour en France
Ses performances tapent dans l’œil du Racing Club de Lens, qu'il rejoint contre 2 millions d'euros le 9 janvier 2025, s'y engageant jusqu'en 2028. Pour sa première apparition sous le maillot lensois, il marque et permet à son équipe de revenir au score face au Havre AC (17e journée, victoire 1-2).

#### Départ pour l'Espagne
Malgré ses débuts prometteur dans le club nordiste, lors du mercato d'été 2025, il part en prêt a Levante pour un prêt d'un an avec option d'achat.

### En sélection
International avec les moins de 19 ans, il est notamment présélectionné pour l'Euro des moins de 19 ans en 2019.

## Statistiques
| Saison                | Club                  | Championnat           | Championnat | Championnat | Championnat | Coupe nationale | Coupe nationale | Coupe nationale | Coupe de la Ligue | Coupe de la Ligue | Coupe de la Ligue | Total | Total | Total |
| Saison                | Club                  | Division              | M.          | B.          | P.d.        | M.              | B.              | P.d.            | M.                | B.                | P.d.              | M.    | B.    | P.d.  |
| 2017-2018             | Chamois niortais      | Ligue 2               | 14          | 3           | 2           | -               | -               | -               | -                 | -                 | -                 | 14    | 3     | 2     |
| 2018-2019             | Chamois niortais      | Ligue 2               | 19          | 3           | 1           | -               | -               | -               | 1                 | 0                 | 0                 | 20    | 3     | 1     |
| 2019-2020             | Chamois niortais      | Ligue 2               | 18          | 0           | 4           | 1               | 0               | 0               | 2                 | 1                 | 0                 | 21    | 1     | 4     |
| 2020-2021             | Chamois niortais      | Ligue 2               | 6           | 0           | 0           | -               | -               | -               | -                 | -                 | -                 | 6     | 0     | 0     |
| Sous-total            | Sous-total            | Sous-total            | 57          | 6           | 7           | 1               | 0               | 0               | 3                 | 1                 | 0                 | 61    | 7     | 7     |
| 2021-2022             | Lausanne-Sport        | Super League          | 10          | 1           | 0           | 1               | 0               | 0               | -                 | -                 | --                | 11    | 1     | 0     |
| 2022-2023             | Lausanne-Sport        | Challenge League      | 12          | 3           | 0           | 2               | 0               | 0               | -                 | -                 | -                 | 14    | 3     | 0     |
| Sous-total            | Sous-total            | Sous-total            | 22          | 4           | 0           | 3               | 0               | 0               | 0                 | 0                 | 0                 | 25    | 4     | 0     |
| 2022-2023             | US Avranches (prêt)   | National              | 18          | 13          | 2           | 1               | 0               | 0               | -                 | -                 | -                 | 19    | 13    | 2     |
| 2023-2024             | SK Beveren            | Challenger Pro League | 30          | 16          | 0           | 2               | 1               | 0               | -                 | -                 | -                 | 32    | 17    | 0     |
| 2024-2025             | CSKA Sofia            | Parva Liga            | 16          | 14          | 0           | 1               | 1               | 0               | -                 | -                 | -                 | 17    | 15    | 0     |
| 2024-2025             | RC Lens               | Ligue 1               | 15          | 4           | 0           | -               | -               | -               | -                 | -                 | -                 | 15    | 4     | 0     |
| Total sur la carrière | Total sur la carrière | Total sur la carrière | 158         | 57          | 9           | 8               | 2               | 0               | 3                 | 1                 | 0                 | 169   | 60    | 9     |

### En sélection nationale
| Saison                | Sélection                 | Phases finales        | Phases finales | Phases finales | Phases finales | Éliminatoires | Éliminatoires | Éliminatoires | Matchs amicaux | Matchs amicaux | Matchs amicaux | Total | Total | Total |
| Saison                | Sélection                 | Compétition           | M              | B              | Pd             | M             | B             | Pd            | M              | B              | Pd             | M     | B     | Pd    |
| --------------------- | ------------------------- | --------------------- | -------------- | -------------- | -------------- | ------------- | ------------- | ------------- | -------------- | -------------- | -------------- | ----- | ----- | ----- |
| 2023-2024             | République centrafricaine | -                     | -              | -              | -              | 3             | 0             | 0             | -              | -              | -              | 3     | 0     | 0     |
| 2024-2025             | République centrafricaine | -                     | -              | -              | -              | 6             | 1             | 0             | -              | -              | -              | 6     | 1     | 0     |
| Total sur la carrière | Total sur la carrière     | Total sur la carrière | -              | -              | -              | 9             | 1             | 0             | -              | -              | -              | 9     | 1     | 0     |

## Palmarès

### En club

#### FC Lausanne-Sport
- Vice-champion de Suisse de deuxième division en 2023

### Individuel
- Meilleur buteur du championnat de Belgique de football de deuxième division en 2024 avec 16 buts [7]